# Cruising with Ruben & the Jets
Cruising With Ruben & the Jets è il quarto album dei Mothers of Invention, gruppo guidato da Frank Zappa, pubblicato nel 1968.

## Il disco
Si tratta di un album di brani in stile Doo-wop, interpretati da Zappa e soci sotto lo pseudonimo della band fittizia "Ruben & the Jets". Il disco vuole essere un omaggio dell'artista italoamericano ad uno dei suoi generi musicali preferiti e in generale all'epoca della propria giovinezza: egli giudicava questa parte della musica degli anni cinquanta come uno dei vertici dell'intera storia musicale americana. A conferma di questa sua intensa passione, il chitarrista non mancò mai di utilizzare il Doo-wop come fonte d'ispirazione per la sua opera complessiva: all'interno di essa (fin dagli esordi) sono molte infatti le creazioni zappiane influenzate da questo stile e spesso il compositore ha eseguito cover di hit del genere in questione sia in studio di registrazione quanto dal vivo. Secondo i ricordi dell'ingegnere del suono Richard Kunc la scelta artistica di strutturare l'opera su contenuti musicali che erano stati in voga circa dieci anni prima fu casuale. In un intervallo durante la realizzazione di un altro album dei Mothers of Invention, tra i presenti in studio di registrazione nacque una conversazione sui "bei tempi" ormai passati, da essa prese vita una estemporanea jam session a base di classici del Doo-wop. Questi avvenimenti ispirarono Zappa a scrivere tutto un disco in tale stile; l'indomani egli tornò in sala d'incisione con tutte le partiture strumentali già complete.Riguardo al contenuto dell'album il chitarrista ebbe come riferimento la prassi compositiva di Igor' Fëdorovič Stravinskij: la sua intuizione artistica fu di rielaborare o più spesso parodiare gli stilemi su cui si fondavano i brani (di questo genere) di maggior successo negli anni cinquanta (sia per l'aspetto più prettamente musicale sia per i testi) come appunto lo stesso compositore russo aveva fatto anni prima con i canoni della musica classica.L'artista di origini siciliane decise però di rispettare alcune convenzioni del Doo-wop riguardo alla costruzione delle armonie vocali e delle strutture ritmiche. Come di consueto nella produzione zappiana, anche in questo disco sono numerose le citazioni musicali: il ritornello di Cheap Thrills trae ispirazione dal brano So Fine di Johnny Otis, in Love of My life è presente un estratto di Earth Angel (un classico dei Penguins), a quest'ultimo si rifà anche How Could I Be Such A Fool, Jelly Roll Gum Drop richiama Pachuco Hop di Chuck Higgins, in Later That Night figura un frammento del testo di Glory Of Love dei Velvetones, mentre in conclusione di Fountain of Love si può riconoscere l'Overture de La sagra della primavera dello stesso Stravinskij sovrapposta ai cori tipici dei The Moonglows (come i precedenti un celebre gruppo vocale statunitense). I testi di alcuni brani in scaletta sono volutamente demenziali (frequenti pure i doppi sensi di tipo sessuale): ciò è dovuto sia alla voglia di giocare di chi li ha scritti, sia al desiderio di Zappa di attaccare sarcasticamente le canzoni d'amore in generale. Egli le riteneva infatti tra le maggiori responsabili dei problemi mentali dell'americano medio in quanto capaci di creare nell'inconscio del potenziale ascoltatore illusorie aspettative in ambito sentimentale a loro volta destinate a degenerare in frustrazioni affettive. Per la realizzazione dell'album fu fondamentale il contributo del cantante Ray Collins. Questi, avendo in comune col chitarrista la passione per il Doo-wop, si mise in luce non solo come esecutore ma pure per il suo apporto creativo: alla fine venne "premiato" nei crediti ufficiali dal suo leader che lo fece risultare autore delle musiche e/o dei testi di 4 composizioni (Love of My Life, Deseri, Anything e Fountain of Love). La paternità di un brano (Deseri) fu condivisa da Collins col compositore e arrangiatore (nonché sperimentatore ed inventore nel campo dell'elettronica) Paul Buff, vecchia conoscenza di Frank risalente agli esordi artistici di quest'ultimo. L'opera fu la prima ad essere pubblicata col marchio della neonata casa discografica creata dall'artista italoamericano, cioè la Bizarre. Secondo lo stesso Zappa la genesi della sua etichetta personale fu frutto di una dimenticanza della Verve circa la posizione contrattuale della stessa: infatti quest'ultima trascurò di esercitare il suo "diritto di opzione" sul gruppo. Sostanzialmente per un certo periodo di tempo essa non insistette a far incidere nuovo materiale ai Mothers non confermando così i termini del contratto ancora in vigore. Tale lacuna dette la possibilità a Zappa e sodali di contrattare un "accordo sul marchio" grazie al quale poté nascere la Bizarre come sottoetichetta della MGM Records.
Sull'illustrazione di copertina (opera di Cal Schenkel) fu collocata la seguente frase:
Sempre secondo le parole del musicista di origini siciliane, alcuni critici affermarono che con l'utilizzo di uno pseudonimo i "Mothers" avevano intenzionalmente ingannato il pubblico nonostante il palese riferimento della copertina. Nel 1984 Zappa, durante la preparazione dell'edizione in cd dell'album, decise di apportare notevoli cambiamenti al missaggio originale: eliminò la maggior parte delle tracce di basso, contrabbasso e batteria (reputandole evidentemente ormai datate) sostituendole con le nuove incise rispettivamente da Arthur Barrow, Jay Anderson e Chad Wackerman; inoltre l'autore effettuò numerose altre differenziazioni di diversa entità. Nel 2003 la redazione della rivista Il Mucchio Extra collocò questo disco tra i "100 Album Davvero Singolari" della Storia del Rock.

## Tracce

### LP originale (1968)
Lato A
1. Cheap Thrills – 2:20 (F.Zappa)
2. Love of My Life – 3:17 (F.Zappa/R.Collins)
3. How Could I Be Such a Fool? – 3:33 (F.Zappa)
4. Deseri – 2:04 (P.Buff/R.Collins)
5. I'm Not Satisfied – 3:59 (F.Zappa)
6. Jelly Roll Gum Drop – 2:17 (F.Zappa)
7. Anything – 3:00 (R.Collins)

Durata totale: 20:30
Lato B
1. Later That Night – 3:04 (F.Zappa)
2. You Didn't Try to Call Me – 3:53 (F.Zappa)
3. Fountain of Love – 2:57 (F.Zappa/R.Collins)
4. No.No.No – 2:27 (F.Zappa)
5. Anyway The Wind Blows – 2:56 (F.Zappa)
6. Stuff Up The Cracks – 4:29 (F.Zappa)

Durata totale: 19:46

### Edizione in CD (1995)
1. Cheap Thrills – 2:37 (F. Zappa)
2. Love of My Life – 3:07 (F.Zappa/R.Collins)
3. How Could I Be Such a Fool – 3:33 (F.Zappa)
4. Deseri – 2:07 (P.Buff/R.Collins)
5. I'm Not Satisfied – 4:07 (F.Zappa)
6. Jelly Roll Gum Drop – 2:23 (F.Zappa)
7. Anything – 3:04 (R.Collins)
8. Later That Night – 2:58 (F.Zappa)
9. You Didn't Try to Call Me – 3:57 (F.Zappa)
10. Fountain of Love – 3:22 (F.Zappa/R.Collins)
11. No.No.No. – 2:14 (F.Zappa)
12. Any Way The Wind Blows – 3:01 (F.Zappa)
13. Stuff Up The Cracks – 4:37 (F.Zappa)

Durata totale: 41:07

## Formazione

### Missaggio originale (1967-68)
- Ray Collins - voce
- Frank Zappa - basso (letteralmente: borbottii bassi[13]), oo-wha[13] e chitarra solista
- Roy Estrada - falsetto (= acuti spassosi, letteral.: acuti spisciosi[13]), dwaedy-doop[13] e basso elettrico
- Jimmy Carl Black e/o Arthur Dyer Tripp III - batteria (letteral.: ritmo pulsante libidinoso[13])
- Ian Underwood o Don Preston - tastiere (letteral.: terzine di piano eccessive[13])
- Euclid James "Motorhead" Sherwood - sax baritono & tamburello
- Bunk Gardner & Ian Underwood - sax tenore e contralto

### Missaggio del 1984 (per l'edizione in cd)
- Jay Anderson - nuove tracce di contrabbasso;
- Arthur Barrow - nuove tracce di basso;
- Chad Wackerman - nuove tracce di batteria.

## Crediti Tecnici
- Frank Zappa - produzione;
- Dick Kunc - ingegnere del suono delle registrazioni originali presso gli Apostolic Studios di New York;
- Cal Schenkel - copertina;
- Ferenc Dobronyi - "riconfezionamento" per l'edizione in cd Rykodisc del 1995 (codice di catalogo RCD 10505).